# Jerzy Narajowski
Jerzy Narajowski herbu Janina – stolnik halicki w 1587 roku.
Członek konfederacji rzeszowskiej 1587 roku.